# Poa stewartiana
Poa stewartiana är en gräsart som beskrevs av Norman Loftus Bor. Poa stewartiana ingår i släktet gröen, och familjen gräs. Inga underarter finns listade i Catalogue of Life.